# Bird-Eye 400

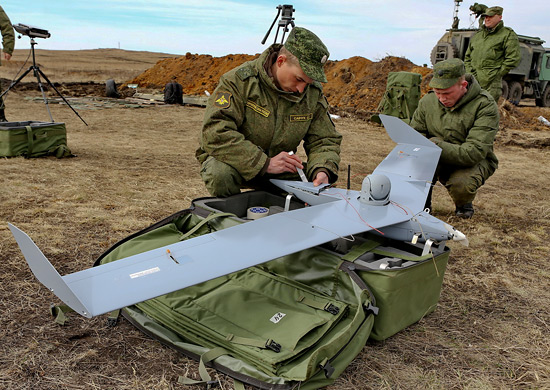

Bird-Eye 400 («Птичий глаз») — лёгкий переносной комплекс мини-БПЛА.
Разработан израильской фирмой IAI. Первый полёт совершил в 2003 г. Предназначен для разведки целей, корректировки огня, обнаружения мест падения других БПЛА и самолётов. Система укладывается в 2 рюкзака и переносится в место запуска силами расчёта из 2 человек. Перед посадкой IAI «Bird Eye 400» должен совершить «кульбит» на 180 град. чтобы не повредить аппаратуру. Электромотор получает питание от сменного аккумулятора.
В России производилась лицензированная копия этого беспилотника под названием «Застава», который использовался в ходе войны на Донбассе и полномасштабного вторжения на Украину. 

## ЛТХ
- Радиус действия — 10 км
- Продолжительность полёта — 1 ч
- Взлётный вес БПЛА — 5,6 кг
- Старт — резиновая (пружинная) катапульта
- Посадка — на парашюте.
- Максимальная высота — 1000 м
- Максимальная скорость — 45 узлов
- Максимальный вес вспомогательного средства — 1.2 кг
- Размах крыла — 2.2 м
- Тип двигателя — электрический

## На вооружении
- Израиль